# Mossvattensjön
Mossvattensjön är en sjö i Kongsvingers kommun i Innlandet fylke och Torsby kommun i Värmland och ingår i Göta älvs huvudavrinningsområde. Sjön har en area på 0,414 kvadratkilometer och ligger 291,6 meter över havet.

## Delavrinningsområde
Mossvattensjön ingår i det delavrinningsområde (668110-131883) som SMHI kallar för Gräns mot Norge. Medelhöjden är 348 meter över havet och ytan är 11,15 kvadratkilometer. Det finns inga avrinningsområden uppströms utan avrinningsområdet är högsta punkten. Vattendraget som avvattnar avrinningsområdet har biflödesordning 4, vilket innebär att vattnet flödar genom totalt 4 vattendrag innan det når havet efter 367 kilometer. Avrinningsområdet består mestadels av skog (80 procent) och sankmarker (13 procent). Avrinningsområdet har 0,28 kvadratkilometer vattenytor vilket ger det en sjöprocent på 2,5 procent.